# ماکوویشته
ماکوویشته (به صربی: Makovište) یک منطقهٔ مسکونی در صربستان است که در کوسیریچ واقع شده‌است. ماکوویشته ۸۹۳ نفر جمعیت دارد.